# Percy Selwyn-Clarke
Sir Percy Selwyn Selwyn-Clarke KBE, CMG, MC (* Dezember 1893 in North Finchley; † 13. März 1976 in Hampstead) war ein britischer Kolonialbeamter, der von 1937 bis 1943 als Direktor des Medizinischen Dienstes in Hongkong diente und von 1947 bis 1951 Gouverneur der Seychellen war. Selwyn-Clarke war ausgebildeter Arzt und Rechtsanwalt.

## Leben
Selwyn-Clarke wurde im Dezember 1893 geboren und besuchte das Internat Bedales in Petersfield, Hampshire. Ab 1912 erhielt er eine medizinische Ausbildung am St Bartholomew’s Hospital in London, wo er 1916 seinen Abschluss machte. Während des Ersten Weltkrieges diente Selwyn-Clarke in Frankreich, wo er zweimal verwundet wurde und 1918 das Military Cross erhielt.
Nach dem Krieg trat er in den Medizinischen Dienst der Britischen Kolonialverwaltung ein und war ab 1919 an der Goldküste tätig. Er heiratete 1935, bekam eine Tochter und wurde 1937 nach Hongkong als Direktor des Medizinischen Dienstes der Kronkolonie versetzt. Während des Zweiten Weltkrieges versuchte Selwyn-Clarke gegen den Willen der japanischen Besatzer, die medizinische Versorgung Hongkongs aufrechtzuerhalten, bis er am 3. Mai 1943 verhaftet wurde. Es folgten mehrere Monate Einzelhaft, in der Selwyn-Clarke gefoltert wurde. Zweimal stellte man ihn zum Schein vor ein Exekutionskommando.
Im Juli 1947 folgte der Ruf als Gouverneur auf die Seychellen durch die neue Nachkriegs-Labourregierung Clement Attlee. Selwyn-Clarke war Sozialist und verfügte über keinerlei Erfahrung als Gouverneur einer Kolonie. Die britische Klassengesellschaft bedeutete ihm wenig. Bei seiner ersten Ansprache in Gegenwart der einheimischen Elite, machte er deutlich, dass er rassische und religiöse Diskriminierung nicht dulden werde und Reformen beabsichtige. Die übliche Einladung, Mitglied im ausschließlich „Weißen“ vorbehaltenen Seychelles Club zu werden, schlug Selwyn-Clarke aus. Er ernannte den singhalesischstämmigen Homer Vanniasinkam zum Gerichtspräsidenten des Obersten Gerichtshofes der Seychellen. Attorney General wurde der einheimische kreolische Anwalt Charles Evariste Collet.
Unter der Ägide von Selwyn-Clarke wurden Reformen im Steuerrecht und Bildungssystem eingeleitet, die zum Aufbau einer Demokratie führen sollten. Die Verfassung von 1948 sah ein Allgemeines Wahlrecht vor und erweiterte den Kreis der beratenden Mitglieder der örtlichen Kolonialverwaltung. Im Oktober 1948 fanden erstmals in der Geschichte Seychellen Wahlen statt. Den in der SPTA (Seychelles Planters and Taxpayers Association) zusammengeschlossenen Eliten stellten sich kaum Gegenkandidaten, so dass sich zunächst wenig änderte. Die Reformen des „sozialistischen Gouverneurs“ wurden seitens der SPTA boykottiert, wo es möglich war. 1951 entschied man im Colonial Office, dass fürs Erste ausreichend Reformen auf den Seychellen angestoßen worden waren. Selwyn-Clarke, der sich eine zweite Amtszeit erhofft hatte, wurde nach London zurückgerufen.
Selwyn-Clarke arbeitete bis zu seiner Pensionierung 1956 im britischen Gesundheitsministerium und später in der Gefangenenbetreuung. 1973 veröffentlichte er seine Memoiren Footprints. Am 13. März 1976 starb Percy Selwyn Selwyn-Clarke im Alter von 82 Jahren in Hampstead, London. Seine sterblichen Überreste vermachte er dem St. Bartholomew’s Hospital zu Forschungszwecken.
Auf den Seychellen erinnert der nach Sir Selwyn Selwyn-Clarke benannte Markt in der Hauptstadt Victoria an den ehemaligen Gouverneur.